# پروانه کوچک دورمروارید

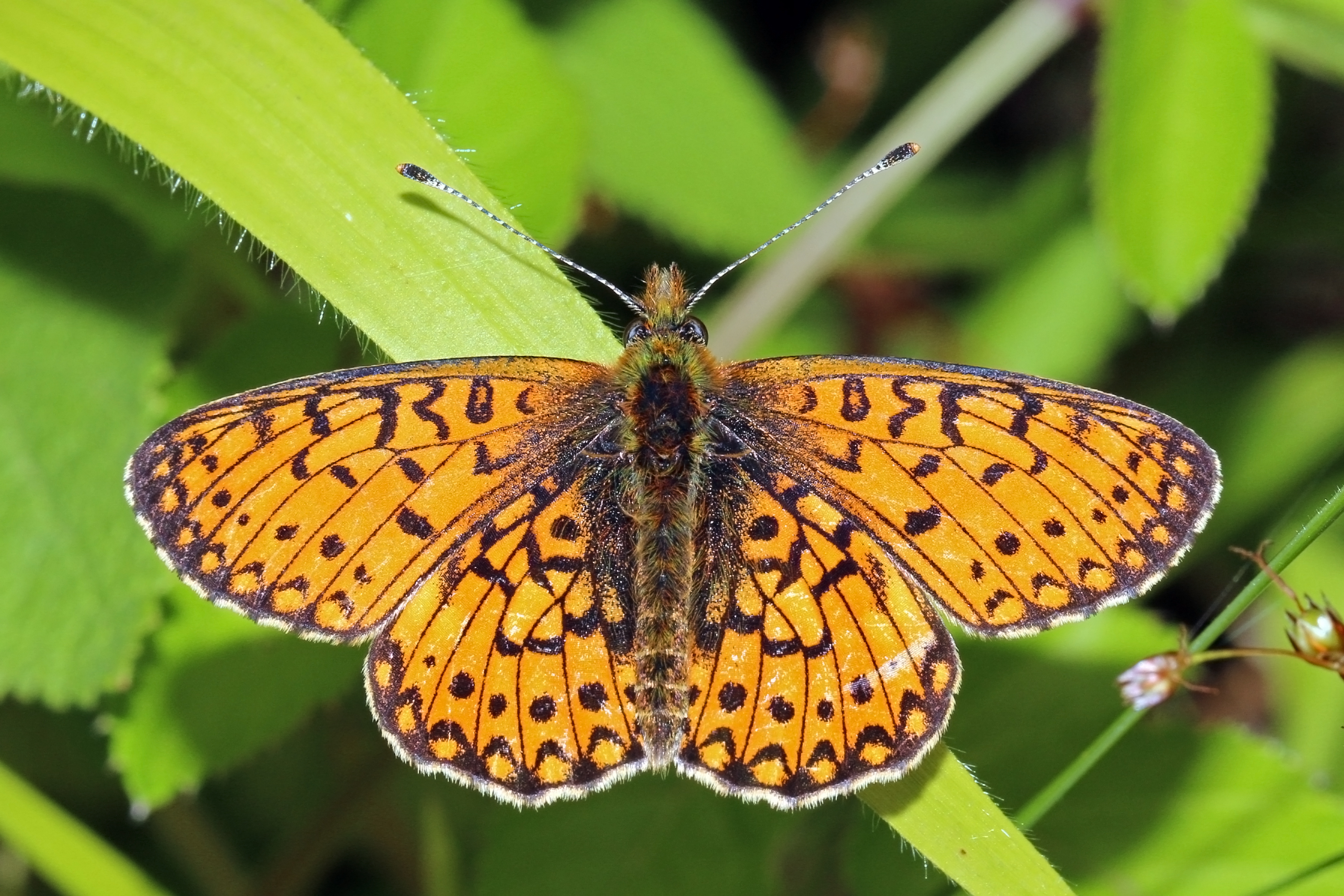
یک پروانهٔ کوچک دورمروارید نَر. این پروانه، نخستین‌بار در سال ۱۷۷۵ میلادی، توصیف‌شد.

پروانهٔ کوچک دورمروارید (نام علمی: Boloria selene) نام یک گونه از سرده پروانه‌های پرخال است.